# Папоротник и огонь
«Папоротник и огонь» (оригинальное название — «Три» (серб.), в международном прокате — «Tri» или «Three» (англ.)) — фильм-драма сербского режиссёра Александра Пе́тровича. Снят в 1965 году в Югославии на основе цикла рассказов Антония Иса́ковича «Папоротник и огонь», послужившего названием фильма в прокате СССР. Одно из первых произведений художественно-социального направления в национальном кинематографе, получившего позже название Югославская чёрная волна. В 1966 году был номинирован на премию «Оскар» за лучший фильм на иностранном языке.

## Сюжет
Фильм, сюжет которого объединён общим героем, разделён на три части, каждая из которых отражает частные события, происходившие во время Второй мировой войны в Югославии. Все три эпизода связаны общей темой насильственной смерти и её эмоциональной оценкой очевидцами.
1941 год. Студент Милош Боянич (Живои́нович) оказывается на железнодорожной станции, где многочисленные беженцы ожидают эвакуации в тыл. Он становится свидетелем ареста мужчины, не имевшего при себе документов и заподозренного патрулём в шпионаже. Задержанный расстрелян на месте лишь на основе безосновательного обвинительного выкрика из толпы, взбешённой задержкой поезда.
1943 год. Милош, ставший партизаном НОАЮ, пытается уйти от облавы и прорваться к основным частям народной армии Югославии. Товарищ Боянича, зная, что враги ищут только одного партизана и спасая Милоша, сдаётся в плен к карательному отряду нацистов. Он, с мужественным упорством многократно отказываясь повернуться спиной к расстрельному взводу, подвергается более мученической казни.
1945 год. Боянич, уже офицер и командир отряда сопротивления, сам становится перед необходимостью утверждения казни молодой девушки (Велетанлич), бывшей ранее любовницей офицера гестапо. Её личная причастность к преступлениям оккупантов осталась недоказанной.

## В ролях
- Велимир «Бата» Живои́нович — Милош Боянич
- Слободан Перович — фотограф из Белграда, обвинённый в шпионаже
- Войя Мирич — партизан
- Сенка Валентанлич — девушка
- Али Ранер — Младич
- Миха Томич — подстрекатель из толпы

## Награды
- 1965 год — кинофестиваль в Пуле. Александр Пе́трович — Лучший режиссёр. Велимир «Бата» Живои́нович — Лучшая мужская роль.
- 1966 год — номинация на премию «Оскар» за Лучший фильм на иностранном языке.
- В 1996 году члены совета Югославской академии киноискусства и науки выбрали лучшие (по их мнению) сербские фильмы, снятые в стране с 1947 года. «Папоротник и огонь» занял четвёртое место. Позже, в 2016 году, фильм был включён в сотню выдающихся фильмов сербского кино, снятых в период с 1911 по 1999 год[1].

## Критика
Югославский кинопублицист Пётр Волк в книге «История югославского кино» утверждает, что это первый фильм про национально-освободительную войну, который полностью отвергает предыдущий опыт и создаёт сильные, открытые метафоры. Критик Кирилл Разлогов считает, что фильм режиссёра — «центральной фигуры пессимистического направления Чёрной волны», — существенно контрастировал с традиционным «партизанским кино» Югославии.